# Lamprotes concha
Lamprotes concha là một loài bướm đêm trong họ Noctuidae.